# Sayeed Pridgett
Sayeed Pridgett (Oakland, California, 1 de enero de 1994) es un jugador profesional estadounidense de baloncesto, que mide 1,98 metros y actualmente pertenece a la plantilla del ASK Karditsas de la A1 Ethniki. Juega en la posición de escolta.

## Profesional
Es un escolta formado en El Cerrito High School de California antes de formar parte de la Universidad de Montana - Missoula, en la que ingresó en 2016 para jugar durante cuatro temporadas con los Montana Grizzlies.
Tras no ser elegido en el draft de la NBA de 2020, el 15 de septiembre de 2020, firma por el Ionikos Nikaias B.C. de la A1 Ethniki griega por una temporada.
El 25 de octubre de 2021 fichó por los Birmingham Squadron de la G League, tras superar satisfactoriamente una prueba. Sin embargo sólo disputó 2 partidos oficiales con el equipo. Pasó el resto de la temporada 2021-2022 con el Apollon Limassol B.C. en Chipre.
El 23 de agosto de 2022 regresó a Grecia firmando con el recién ascendido ASK Karditsas.

## Selección nacional
Pridgett representó a Camboya en los torneos de baloncesto 3x3 y 5x5 de los Juegos del Sudeste Asiático de 2023.